# Esta Mensagem é Para Ti
Esta Mensagem é Para Ti foi um programa de televisão emitido aos domingos à noite na SIC transmitido de 18 de agosto a 22 de setembro de 2019 e apresentado por António Raminhos.

## Episódios
| # | ## | Título       | Exibição original      | Cód. de produção |
| - | -- | ------------ | ---------------------- | ---------------- |
| 1 | 1  | "Episódio 1" | 18 de agosto de 2019   | 101              |
| 2 | 2  | "Episódio 2" | 25 de agosto de 2019   | 102              |
| 3 | 3  | "Episódio 3" | 1 de setembro de 2019  | 103              |
| 4 | 4  | "Episódio 4" | 8 de setembro de 2019  | 104              |
| 5 | 5  | "Episódio 5" | 15 de setembro de 2019 | 105              |
| 6 | 6  | "Episódio 6" | 22 de setembro de 2019 | 106              |

## Audiências
| Episódios              | Rating | Share | Espetadores | Ref.  |
| ---------------------- | ------ | ----- | ----------- | ----- |
| 19 de agosto de 2019   | 10.4%  | 22.1% | 985.700     | [ 4 ] |
| 25 de agosto de 2019   | 9.1%   | 19.0% | 865.700     | [ 5 ] |
| 1 de setembro de 2019  | ...    | ...   | ...         | ...   |
| 8 de setembro de 2019  | ...    | ...   | ...         | ...   |
| 15 de setembro de 2019 | ...    | ...   | ...         | ...   |
| 22 de setembro de 2019 | 10.0%  | 21.4% | 949.100     | [ 6 ] |